# Kalen Ballage
Kalen Ballage (* 22. Dezember 1995 in Peyton, Colorado) ist ein US-amerikanischer American-Football-Spieler auf der Position des Runningbacks. Zurzeit spielt er für die San Antonio Brahmas in der XFL. Zuvor war Ballage unter anderem bei den Miami Dolphins in der National Football League (NFL) aktiv.

## Frühe Jahre
Ballage ging in Falcon, Colorado, auf die Highschool. Später besuchte er die Arizona State University, wo er für das Collegefootballteam in vier Jahren 46 Spiele absolvierte. Bei 450 Laufversuchen gelangen ihm 1.984 Yards und 27 Touchdowns, hinzu kommen noch zwei Touchdowns nach Passfängen.

## NFL

### Miami Dolphins
Ballage wurde im NFL-Draft 2018 in der vierten Runde an 131. Stelle von den Miami Dolphins ausgewählt. Sein erstes Profispiel absolvierte er am vierten Spieltag der Saison 2018 im Spiel gegen die New England Patriots. Am 15. Spieltag der Saison, im Spiel gegen die Minnesota Vikings, erlief er 123 Yards und er erzielte auch seinen ersten Touchdown in der NFL.
Die Saison 2019 startete er als Nummer zwei Runningback hinter Kenyan Drake. Am 3. Dezember 2019 wurde er auf die Injured Reserve List gesetzt. Am 5. September 2020 wurde er von den Dolphins entlassen.

### New York Jets
Am 15. September 2020 unterzeichnete er einen Vertrag bei den New York Jets. Am 5. Oktober wurde er jedoch schon wieder entlassen.

### Los Angeles Chargers
Am 9. Oktober 2020 nahmen ihn die Los Angeles Chargers in ihren Practice Squad auf. Vor dem Ligaspiel gegen die Las Vegas Raiders am neunten Spieltag wurde er von dieser Liste aktiviert und in den Kader berufen, danach jedoch wieder in den Practice Squad verschoben. Am 14. November 2020 wurde er erneut aus dem Practice Squad befördert.

### Pittsburgh Steelers
Am 30. März 2021 nahmen die Pittsburgh Steelers Ballage für ein Jahr unter Vertrag.

## XFL/UFL
Ballage wurde in der sechsten Runde des 2023er XFL-Drafts von den San Antonio Brahmas ausgewählt. Am 24. März 2023 wurde er in die Reserve List verschoben.